# آلفرد دریفوس
آلفرد دریفوس (به فرانسوی: Alfred Dreyfus) افسر ستاد توپخانه در ارتش فرانسه بود که به خیانت به کشورش محکوم شده بود. وی که یهودی‌تبار بود، به جرم «خیانت به جمهوری فرانسه» از طریق «جاسوسی برای آلمان» به محاکمه کشانده شده بود. وی در دادگاه نظامی جنجالی در سال ۱۸۹۴ میلادی، محکوم به خلع درجه و تبعید ابدی به جزیره شیطان در ناحیه گویان در شمال شرقی آمریکای جنوبی شد. پس از حدود پنج سال و کشف اسناد و مدارک جدیدی که دریفوس را بی‌گناه نشان می‌داد، بحث‌های سیاسی در مورد محاکمه او بالا گرفت.
تئودور هرتسل، روزنامه‌نگار و فعال سیاسی یهودی که جلسات دادگاه آلفرد دریفوس را برای نشریه اتریشی نویه فرایه پرسه (Neue freie Press) گزارش می‌کرد، در پی ماجراهای دادگاه و مشاهده احساسات یهودستیزانه در در میان افراد جامعه، متقاعد شد که یهودیان نیازمند داشتن کشوری مستقل برای خود هستند و از این روی کتابی را با عنوان «کشور یهود» نوشت و برای رسیدن به این هدف جنبش صهیونیسم را تأسیس کرد.

## ماجرای دریفوس
ماجرای دریفوس، رویدادی است که طی آن آلفرد دریفوس در دادگاه به اتهام خیانت به حبس محکوم گشت. پس از حدود پنج سال، بی‌گناهی وی روشن گشت. امیل زولا، به حمایت از وی در اعتراض به عمل دادگاه به یک سال حبس محکوم شد. پس از آن سیصد تن از نویسندگان و اندیشمندان طی نامه‌ای در اعتراض به این حکم برخاستند که به اعلامیه روشنفکران مشهور شد.

## کتاب ها
- Lettres d'un innocent (Letters from an innocent man) (1898)
- Les lettres du capitaine Dreyfus à sa femme (Letters from capitaine Dreyfus to his wife) (1899), written at Devil's Island
- Cinq ans de ma vie (5 years of my life) (1901),  New edition 2019, Comino. شابک ‎۹۷۸−۳−۹۴۵۸۳۱−۱۹−۹.
- Souvenirs et correspondence, posthumously in 1936
- Michael Burns, Dreyfus: a family affair 1789–1945 (1991), Harpercollins. شابک ‎۹۷۸−۰−۰۶−۰۱۶۳۶۶−۲.